# Live After Death (àlbum)
Live After Death, és un àlbum en directe d'Iron Maiden llançat el 14 d'octubre de 1985.
Gravat durant una sèrie de concerts al "Long Beach Arena" de Los Angeles durant els dies 14, 15, 16 i 17 de març de 1985, Live After Death és el primer disc en directe d'Iron Maiden després de l'EP Maiden Japan. Iron Maiden no només és un grup de bones composicions, sinó que és una autèntica banda de directes, en els quals exploten tota la seva força i qualitat. Aquest àlbum no només és considerat com el millor directe d'Iron Maiden, sinó com el millor directe de tota la història del Heavy Metal.
La producció d'aquest directe és senzillament perfecta. Escoltant-lo amb uns bons altaveus, es pot distingir clarament les guitarres de Dave Murray i Adrian Smith, un a l'esquerra i un altre a la dreta, convertint-se en el primer àlbum de la història gravat en so estèreo.

## Llista i àudio de cançons
"Churchill's Speech (Intro)" - 0:49
1. Aces High Arxivat 2008-12-04 a Wayback Machine. - (Harris) 4:39
2. 2 minutes To Midnight Arxivat 2008-12-04 a Wayback Machine. - (Smith/Dickinson) 6:03
3. The Trooper Arxivat 2008-09-07 a Wayback Machine. - (Harris) 4:31
4. Revelations Arxivat 2008-12-04 a Wayback Machine. - (Dickinson) 6:11
5. Flight of Icarus Arxivat 2008-12-04 a Wayback Machine. - (Smith/Dickinson) 3:27
6. Rime of the Ancient Mariner Arxivat 2008-08-27 a Wayback Machine. - (Harris) 13:18
7. Powerslave Arxivat 2008-12-04 a Wayback Machine. - (Dickinson) 7:13
8. The Number Of The Beast Arxivat 2008-12-04 a Wayback Machine. - (Harris) 4:53
9. Hallowed Be Thy Name Arxivat 2008-12-04 a Wayback Machine. - (Harris) 7:21
10. Iron Maiden Arxivat 2008-09-07 a Wayback Machine. - (Harris) 4:20
11. Run To The Hills Arxivat 2008-12-04 a Wayback Machine. - (Harris) 3:54
12. Running Free Arxivat 2008-12-04 a Wayback Machine. - (Harris/Di'Anno) 8:43

## Integrants
- Steve Harris - baixista
- Bruce Dickinson - vocalista
- Dave Murray - guitarrista
- Adrian Smith - guitarrista
- Nicko McBrain - bateria